# TLW世界女子王座
TLW世界女子王座（ティー・エル・ダブリューせかいじょしおうざ）は、TLWが管理、認定していた王座。「TLW」は「Total Lethal Wrestling」の略。

## 歴史
2008年、サンフランシスコのTLWが創設。3月19日、MAKEHEN新木場1stRING大会で行われた初代王座決定トーナメントに優勝したヘイリー・ヘイトレッドが初代王者になった。
2010年10月10日、JWP女子プロレス東京キネマ倶楽部大会でTLW世界女子王座とAIW世界女子王座の二冠王者であるヘイトレッド、JWP認定無差別級王者の米山香織による王座統一戦が行われて引き分けに終わった。
2011年6月26日、JWP松下IMPホール大会でTLW世界女子王座とAIW世界女子王座の二冠王者であるヘイトレッド、JWP認定無差別級王者のLeonによる王座統一戦が行われて勝利したヘイトレッドが三冠王者になった。

## 歴代王者
| 歴代 | 選手                   | 防衛回数 | 獲得日付     | 獲得場所 （対戦相手・その他） |
| ---- | ---------------------- | -------- | ------------ | ----------------------------- |
| 初代 | ヘイリー・ヘイトレッド | 15       | 2008年3月9日 | 新木場1stRING 紫雷イオ        |